# André Kudelski

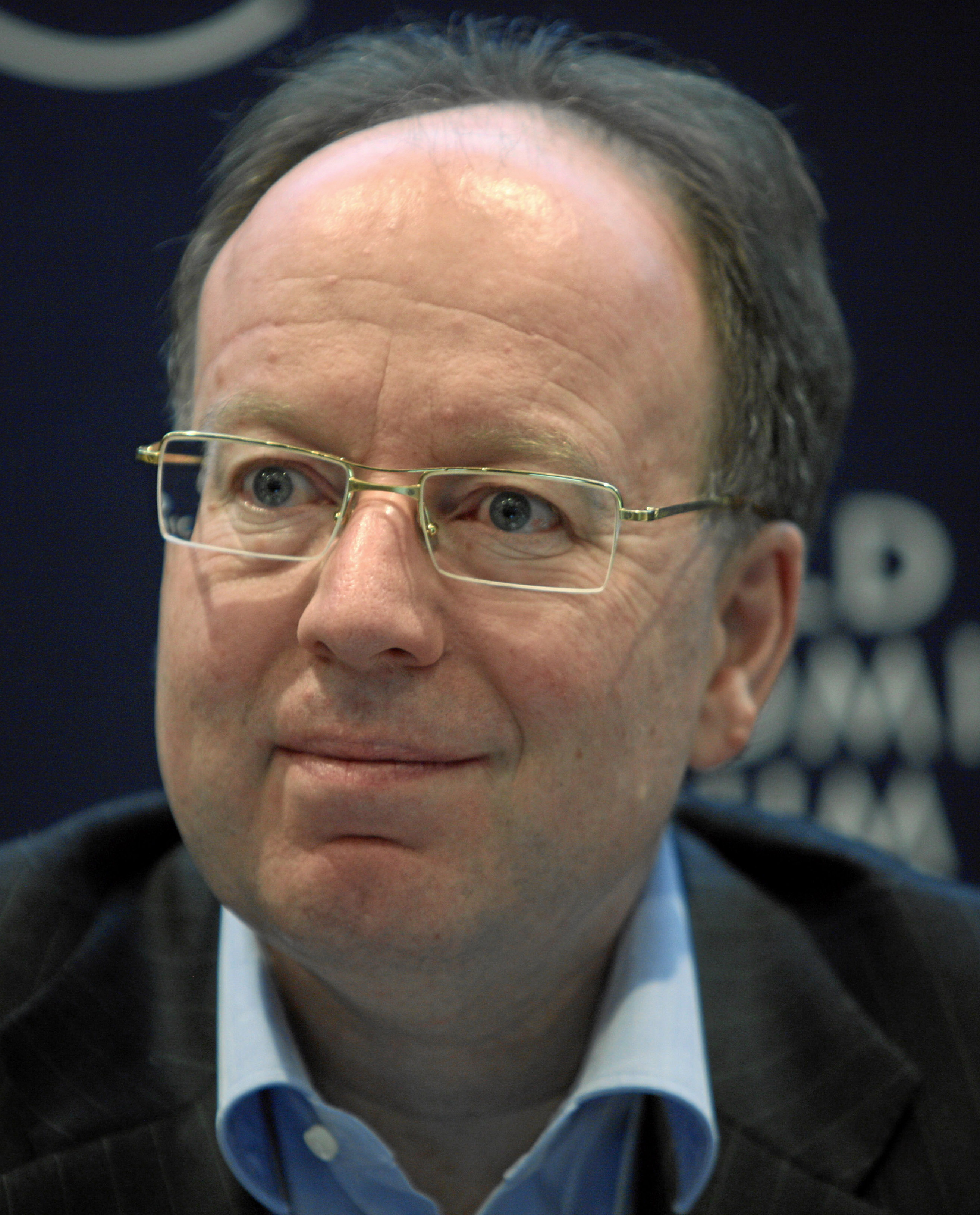
André Kudelski (2010)

André Kudelski (* 26. Mai 1960) ist Chief Executive Officer der Kudelski S.A.

## Ausbildung & Karriere
In seiner Jugend in den späten 1970er Jahren war er von der Digitaltechnik angetan: er baute mit zwei Freunden einen Personalcomputer von Grund auf neu auf. Sein Studium an der ETH Lausanne schloss er mit einem Abschluss in Physikalischer Technik ab.
1984 trat Kudelski als F+E-Ingenieur ins gleichnamige Familienunternehmen ein. Nach einem kurzen Abstecher ins Silicon Valley kehrte er 1986 zurück und leitete das Pay-TV-Produktmanagement, später auch als Direktor von Nagravision SA. André Kudelski übernahm 1991 in der Holding Kudelski SA von seinem Vater Stefan Kudelski die Rolle des CEO sowie des Präsidenten des Verwaltungsrates. In der Folge verschob er den Fokus des Unternehmens vom Rekorderbau zur Entwicklung von Verschlüsselungslösungen.

## Sonstige Ämter
Seit 2016 ist er Mitglied im Aufsichtsrat der Publicis Groupe. Bis 2013 gehörte er dem Verwaltungsrat von Nestlé und Dassault Systèmes an. In der Vergangenheit hatte er auch bei Edipresse einen Sitz im Verwaltungsrat.
2002, 2005, 2006, 2011 sowie jedes Jahr zwischen 2013 und 2019 nahm André Kudelski an der Bilderberg-Konferenz teil und ist Teil des Steuerungsausschusses.
Im Jahre 2002 stand Kudelski auf der Forbes-Liste; zu der Zeit war er Milliardär.